# Nosodendron kalimantanus
Nosodendron kalimantanus är en skalbaggsart som beskrevs av Jiri Háva 2005. Nosodendron kalimantanus ingår i släktet Nosodendron och familjen almsavbaggar. Inga underarter finns listade i Catalogue of Life.